# Diana McVeagh
Diana McVeagh (Ipoh, 6 de setembre de 1926) és una autora britànica de música clàssica. Ha escrit una biografia de Gerald Finzi i diversos llibres sobre Edward Elgar. McVeagh va estudiar al Royal College of Music a la dècada de 1940 i va ser assistent d'editor amb Andrew Porter a The Musical Times. Des de l'any 2013, l'Associació d'Estudis Musicals Britànics d'Amèrica del Nord atorga un premi biennal Diana McVeagh al millor llibre sobre música britànica.